# جان براستر (بازیکن فوتبال)
جان براستر (انگلیسی: John Broster؛ ۴ ژانویه ۱۸۸۹ – ۱۹۵۹ (۶۹−۷۰ سال)) بازیکن فوتبال بود.